# Partit Res Pública
Partit Res Pública (estonià Erakons Res Publica, ERP) fou un partit polític estonià d'ideologia conservadora fundat el 8 de desembre de 2001 i que el 2006 es va unir a la Unió Pro Pàtria per a formar la Unió de Pro Pàtria i Res Pública. L'organització política Res Publica ja va ser fundada el 1989 com una comunitat de joves conservadors, en la seva majoria associats a la Unió Pro Pàtria durant la dècada de 1990. Ha estat membre del Partit Popular Europeu.
El partit va ser fundat amb el nom d'Unió per la República - Res Publica (Ühendus vabariigi Eestamos - Res Publica), però es coneix simplement com Res Pública i canvià el seu nom pel de Partit Res Pública. El partit va guanyar les eleccions legislatives estonianes de 2003 després d'haver estat creat, amb els seus eslògans "Vota per nous polítics" ("Vali uus poliitika") i "Escull l'ordre" ("Vali kord"). Van formar part del govern de coalició amb el Partit Reformista Estonià i la Unió del Poble Estonià que es va trencar el 2005 com a resultat de l'oposició a les polítiques del ministre de justícia, Vaher.
En el moment de la seva fusió amb Pro Patria, el seu cap era Taavi Veskimägi, ex ministre de Finances. L'anterior president Juhan Parts també va ser primer ministre d'Estònia de 10 d'abril de 2003 fins al 23 de març de 2005. Fins a les eleccions legislatives estonianes de 2007 Res Publica va ser el partit més gran al Riigikogu, amb 28 de 101 escons.
El 4 d'abril de 2006, els representants de la Unió Pro Pàtria i dels representants de Res Publica decidir fusionar els dos partits. La decisió es va fer per formar un nou partit, amb el nom d'Unió de Pro Pàtria i Res Publica (Isamaa ja Res Publica Liit), després de la seva aprovació per les assemblees generals dels dos partits. El partit unit va quedar en tercer lloc a les eleccions de 2007, i tot i que va resultar una pèrdua en el conjunt de diputats que ambdós partits tenien al Parlament, va ser tenir més èxit del que s'esperava.

## Resultats electorals

### Eleccions legislatives
| Any  | Líder       | Vots    | Vots  | Vots | Escons   | Escons | Pos. | Govern             |
| Any  | Líder       | #       | %     | ±    | #        | ±      | Pos. | Govern             |
| ---- | ----------- | ------- | ----- | ---- | -------- | ------ | ---- | ------------------ |
| 2003 | Juhan Parts | 121.856 | 24,62 | Nou  | 28 / 101 | Nou    | 2n   | Coalició (2003–05) |

### Elecciones al Parlamento Europeo
| Any  | Vots   | Vots       | Vots | Escons | Escons | Pos. |
| Any  | #      | %          | ±    | #      | ±      | Pos. |
| ---- | ------ | ---------- | ---- | ------ | ------ | ---- |
| 2004 | 15.458 | 6,66 / 100 | Nou  | 0 / 6  | Nou    | 6è   |